# 高球 (雞尾酒)

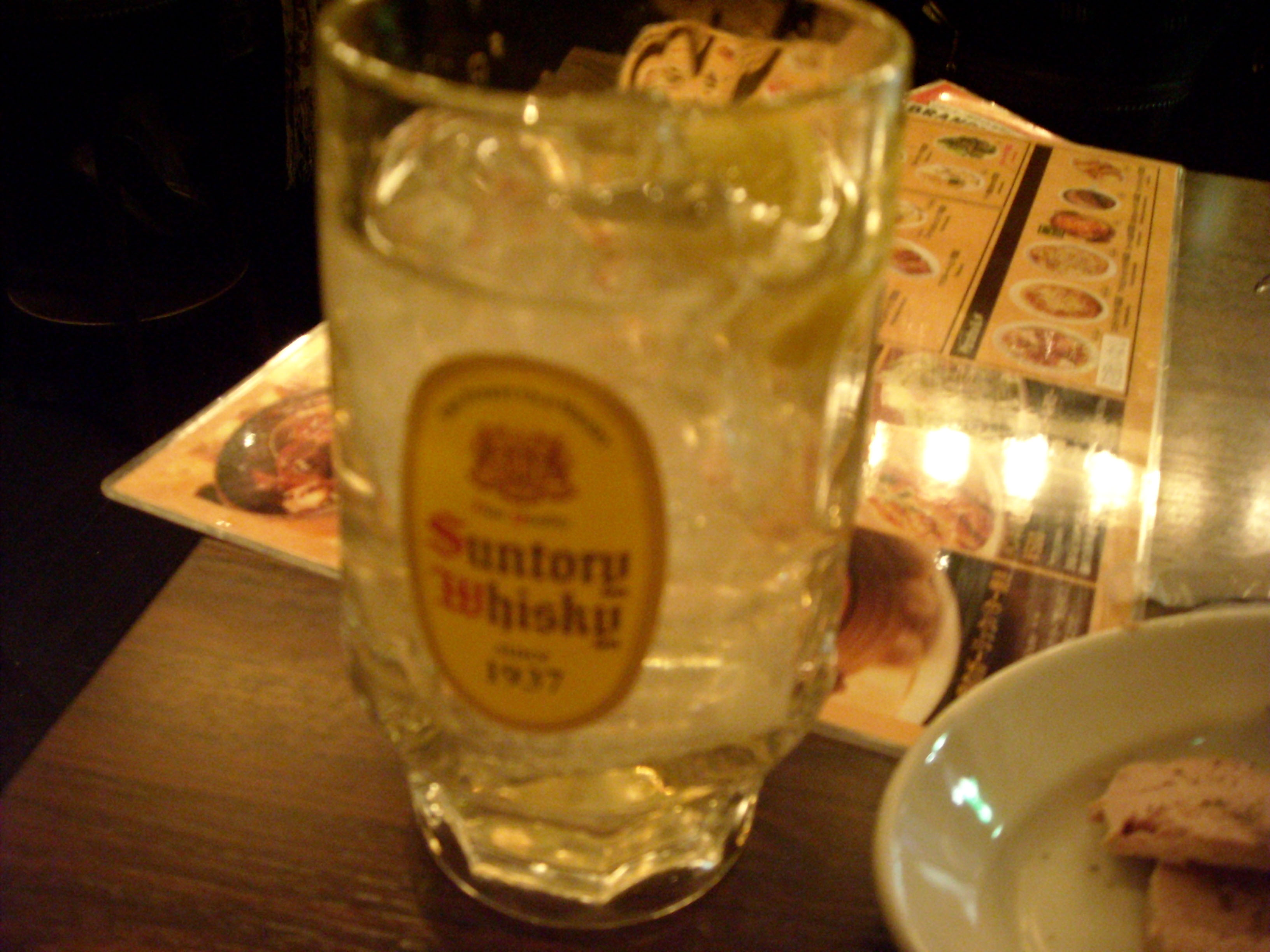
一杯高球

高球或海波（Highball）是一類雞尾酒，指由較少量的烈酒和較大量的無酒精成分（mixer）調製而成的雞尾酒。高球（ハイボール，haibōru）在日語語境中也代表威士忌蘇打水，而非用於各類基酒占比較低的調酒的總稱。

## 名称
比较流行的说法是在美洲开拓时代，人们利用信号球的升降来指示进站列车的前进或是停止。蒸汽火车长距离移动的时候，途中为了补给水而停车，会先在棒子前挂一个球来表示。在车站的工作人员习惯一边喝着兑了苏打水的威士忌，一边观察信号球，当信号球升至最高点，工作人员会将杯中的酒一饮而尽，开始指挥列车。最高点的信号球“High ball”也成了加了苏打水的威士忌的代称。
饮料中冒起的气泡和升降的信号球很相似，所以车站的工作人员打赌，每人先倒一杯碳酸饮料，再来一杯苏打水兑威士忌，谁能够在碳酸饮料的某一个气泡冒出水前喝完自己那杯酒，谁就是赢家。
另一种说法是，英国的某个高尔夫球场的吧台上，一个喝威士忌的人突然被告知轮到他打球了，慌忙中吧威士忌打翻到了chaser，竟然意外的觉得很好喝。这时候正好有个高球飞了起来。
在日本，日语中高球与高杯酒发音相同，故又稱高杯酒，在1950年代非常流行。